# Llano (Teksas)
Llano je grad u američkoj saveznoj državi Teksas. Prema popisu stanovništva iz 2010. u njemu je živjelo 3.232 stanovnika.